# 賴氏兔脂鯉
賴氏兔脂鯉，為輻鰭魚綱脂鯉目脂鯉亞目上口脂鯉科的其中一個種，分布於南美洲巴西聖弗朗西斯科河流域，體長可達17公分，棲息在植被茂盛生長的水域，生活習性不明。